# 레고 월드
《레고 월드》(Lego Worlds)는 Traveller's Tales가 개발하고 워너 브라더스 인터랙티브 엔터테인먼트가 배급한 레고 샌드박스 게임이다. 이 게임은 플레이어들이 3차원의 절차적으로 생성된 세상에서 구조물들을 만들 수 있게 한다. 이 게임의 베타 버전은 2015년 6월 1일 스팀 얼리 액세스에 출시되었다. 2017년 3월 7일에는 마이크로소프트 윈도우, 플레이스테이션 4, 엑스박스 원용으로 출시되었다. 닌텐도 스위치 버전은 2017년 출시되었다 한국어가 포함된 것으로 표기되어 있었으나 한글은 지원하지 않아 많은 혼란을 일으키고 있으나 어떠한 공지도 없는 상태에서 유지되고 있다.

## 게임플레이
레고 월드는 플레이어들이 레고 벽돌로 이루어진 세상을 만들 수 있게 하는 샌드박스 비디오 게임이다. 플레이어는 게임 내 통화인 스터드(stud)를 가지고 맵 주위로 퍼져있는 물체들을 모으면 상을 받는다. 플레이어는 마주치는 아이템들을 사용하여 빌드할 수 있다. 플레이어들은 미리 정의된 레고 구조물을 사용하거나 브릭-바이-브릭(brick-by-brick) 편집기 도구를 사용하여 자신만의 세상을 창조할 수 있다. 플레이어의 모습과 옷은 게임에서 커스터마이즈가 가능하다. 영토와 환경은 풍경 도구를 통해 수정할 수 있다. 헬리콥터를 포함한 다양한 탈것들과 창조물들은 이 게임의 특징이다. 월드 공유를 위한 멀티플레이어 옵션과 기능이 이후 업데이트를 통해 게임에 추가되었다.

## 개발
게임 공식 출시 이전에 레고 세트의 매뉴얼 뒷면에 티저로 표시되었다. 스팀의 동시 초기 접근 릴리스와 더불어 2015년 6월 1일에 공식 발표되었으며, 게이밍 커뮤니티가 지속적인 개선 및 시간의 지남에 따른 추가 콘텐츠 통합을 위한 의견을 제공할 수 있게 되었다.

## 평가
| 평가 |                                                    |
| --- | -------------------------------------------------- |
| 통합 점수 통합사 점수 메타크리틱 (NS) 59/100 [ 8 ] (PC) 71/100 [ 9 ] (PS4) 66/100 [ 10 ] (XONE) 69/100 [ 11 ] 평론 점수 평론사 점수 IGN 7.2/10 [ 12 ] |                                                    |
| 통합 점수 |                                                    |
| 통합사 | 점수                                               |
| 메타크리틱 | (NS) 59/100 (PC) 71/100 (PS4) 66/100 (XONE) 69/100 |
| 평론 점수 |                                                    |
| 평론사 | 점수                                               |
| IGN | 7.2/10                                             |